# Kronologija Domovinskog rata: lipanj 1993.

### 1. lipnja
- Poslije nekoliko dana relativnog zatišja na mostarskim se ulicama opet puca, usprkos međugorskom sporazuma o nenapadanju, Muslimanima nije do primirja.[1]
- Goražde pod vatrom srpskih granata, mnoštvo mrtvih i ranjenih, a promatrači UN još ne stižu.[1]
- U povodu najnovijih događaja i alarmantnih izvješća iz Sarajeva o maltretiranju Hrvata, predsjednik HZ Herceg-Bosna Mate Boban uputio pismo Aliji Izetbegoviću i zamolio ga da pokuša zaustaviti muslimansko bezumlje.[1]
- Nizozemska se priprema za prvo suđenje ratnim zločincima u bivšoj Jugoslaviji.[1]
- Lojze Peterle, ministar vanjskih poslova Slovenije, naglasio kako s hrvatske strane ima dovoljno dobre volje da se sa Slovenijom riješe svi problemi, a naročito oni oko granica.[1]
- Skupština u Beogradu smijenila Dobricu Ćosiša, predsjednika SRJ, jer duhovni otac projekta velike Srbije više nije dovoljno radikalan.[1]

### 2. lipnja
- Kohl i Mitterand potvrdili svoju potporu Vance-Owenovu planu za uspostavu mira u BiH, a planirano stvaranje zaštićenih zona za zaštitu civila samo prvi korak za provedbu tog plana.[1]
- Američki mediji ne daju previše pažnje rušenju predsjednika Jugoslavije, Dobrice Ćosića, napominjujući da se tako što i očekivalo s obzirom na to da je on svoju ulogu odigrao.[1]

### 3. lipnja
- Mate Granić, novi ministar vanjskih poslova Hrvatske, na prvoj konferenciji za novinare o UNPROFOR-u u Zagrebu: Hrvatska je postavila jasne zahtjeve i pristat će na produženje mandata samo ako on bude jamčio provedbu Vance-Owenova plana i rezolucija Vijeća sigurnosti UN.[1]
- Više od dvjesto djece ubijeno u ratu u Hrvatskoj, pet puta više djevojčica i dječaka ostalo invalidima, a više od milijun najmlađih ne stanuje u svojim kućama.[1]
- Nakon napada na konvoj kod Maglaja u kojemu su ubijena dva Danca, UNPROFOR optužuje Srbe, te naglašavaju da je riječ o hotimičnom napadu.[1]
- Svrgnuti predsjednik SRJ Ćosić optužuje Milošević za despotsku samovolju i klasičan staljinistički čin.[1]
- Četnici dalekometnim topovima gađali samo središte Biograda.[1]
- Iz okupiranog dijela Bosne četnici topovima tukli po Bošnjacima i Županji.[1]

### 4. lipnja
- U pismu što ga je predsjednik Tuđman poslao glavnom tajniku UN-a Ghaliju, među ostalim stoji: Agresivna se politika Beograda i kolovođa srpske pobune u Hrvatskoj pojačava, što se očituje potpunim neprihvaćanjem i odbijanjem svih relevantnih rezolucija UN-a te međunarodnog pravnog poretka, a s ciljem da se od dviju suverenih članica UN-a, Republike hrvatske i Republike BiH, odcijepe dijelovi teritorija.[1]
- Četnici raketirali Tribunj.[1]
- Zadarsko-Biogradsko područje pod silovitim napadima četnika.[1]
- Muslimani granatirali autobus pun civila na kontrolnoj točki u blizini Viteza - tom prigodom više civila smrtno stradalo.[1]
- Vijeće sigurnosti UN-a izglasalo Rezoluciju 836 o obrani šest zaštićenih zona u BiH i odobrilo novu operaciju UN u BiH, kako bi se te zone efikasno i zaštitile.[1]
- Komesar Europske zajednice Van den Broek izjasnio se za vojnu intervenciju Zapada u BiH.[1]
- Karadžić optužio međunarodnog posrednika lorda Owena da je pristran i da mu Srbi više ne vjeruju.[1]
- Prema izjavama srbijanskih političara, Srbijom upravljaju ustaše, špijuni, izdajnici i kriminalci.[1]

### 5. lipnja
- Nakon nove rezolucije UN o BiH ostaje problem kako ju provesti u praksu i tko će dati dodatne snage, te tko će ih i kako prebaciti u Bosnu.[1]
- Od početka sukoba u bivšoj Jugoslaviji, Beograd napustilo više od tri četvrtine katolika - bilo ih je oko 35.000 a ostalo 8.000, kazao beogradski nadbiskup Franc Perko.[1]

### 6. lipnja
- U sjeni hrvatsko-muslimanskog sukoba u Hercegovini i središnjoj Bosni protječe srpska ofenziva na Goražde.[1]
- Austrijski ministar vansjsih poslova Alois Mock kritizirao najnoviju rezoluciju Vijeća sigurnosti UN o uspostavi sigurnosnih zona u BiH, usporedivši te zone s indijanskim rezervatima.[1]
- Poput požara proširila se američkim medijima krilatica Clintonove groblje, kojoj je izvor bosanski radio koji kaže da su preživjeli iz Goražda optužili Washington i Zapad za popuštanje srpskom agresoru, te da je kao rezultat toga Goražde danas Clintonovo groblje.[1]
- Prema provjerenim informacijama pripadnici Armije BiH su 3. lipnja na lokalitetu Slimena (općina Travnik) ubili 6, a u selu Šušanj (općina Zenica) 17 tamošnjih mještana, Hrvata.[1]

### 7. lipnja
- Unatoč svim dogovorima u Hercegovini i srednjoj Bosni između Hrvata i Muslimana mira nema, najteže stanje u Mostaru.[1]
- Prema pouzdanim informacijama Odjela za informiranje HZ Herceg-Bosne, general Sefer Halilović i general-potpukovnik Ratko Mladić, zapovjednici muslimanskih i srpskih snaga u BiH, dogovorili su zajedničku akciju protiv Hrvata u Travniku, Lašvanskoj dolini i na području oko rijeke Neretve.[1]
- U Bonnskim diplomatskim krugovima smatraju da više nije moguće spasiti bosansku državu te da samo podjela BiH može dovesti do eventualnog mira na Balkanu.[1]
- Odluka odmetnutih Srba na privremeno okupiranom područjima Hrvatske da organiziraju referendum radi pripajanja republici srpskoj u BiH, u Francuskoj se tumači kao korak prema drugom ratu.[1]
- Nedaleko njemačkog grada Ingolstata, na autocesti prema Münchenu, u prometnoj nesreći poginuo Dražen Petrović, najveći hrvatski košarkaš.[1]
- Bosanskohercegovačka vlada dala je pristanak na uspostavljanje sigurnosnih zona, koje su proglasili Ujedinjeni narodi.[1]

### 8. lipnja
- Hrvatsko izaslanstvo s predsjednikom dr. Tuđmanom na čelu završilo posjet NR Kini.[1]
- Armija BiH pokrenula totalni napad na hrvatska sela travničke općine, pri čemu su počinili pogrom nad tamošnjim Hrvatima. Muslimanske postrojbe su tako u selu Maljine ubile 7, u selu Buščak 30, u selu Poljanice 7, u selu Brajkovići 7, u selu Krpeljići 7 i u selu Čukle 19 tamošnjih Hrvata.Sveukupno hrvatsko pučanstvo navedenih i njima susjednih sela je protjerano u pravcu Turbeta.[1]
- Na molbu da spriječi masakr nad nedužnim hrvatskim pučanstvom, britanski bataljun UNPROFOR-a u Novoj Bili nije odgovorio, a na poziv da pomognu u izvlačenju ranjenika zapovjedništvo plavih kaciga odgovorilo da su im vozila prezauzeta.[1]
- Ministri vanjskih poslova EZ-a raspravljali o ratu na prostorima bivše Jugoslavije i ustvrdili da je stanje u Travniku - zbog učestalih napadima muslimanskih postrojbi na hrvatsko pučanstvo - vrlo žalosno.[1]
- Nekoliko tisuća ljudi demonstriralo u Cetinju tražeći da se Crna Gora odvoji od SRJ.[1]
- Američki senator Carlo Levin predlaže predsjedniku Clintonu da povede angažman NATO-a na Balkanu.[1]

### 9. lipnja
- Ured predsjednika Republike Hrvatske prenio poruku dr. Tuđmana Aliji Izetbegoviću u kojoj odlučno zahtijeva da odmah zapovijedi svojim postrojbama da prekinu agresiju na hrvatsko pučanstvo u BiH.[1]
- U napadima na Hrvate u Lašvanskoj dolini sudjeluje šest brigada Armije BiH.Ta muslimanska vojska je samo u travničkom selu Han Bila ubila 13 Hrvata.[1]
- Nastavljena muslimanska ofenziva u srednjoj Bosni - više tisuće Hrvata nalazi se u zbjegovima - ubijeno najmanje 400 osoba, među kojima mnogo žena i djece.[1]
- Britanski pripadnici UNPROFOR-a bili svjedoci hladnokrvnog ubijanja hrvatskih civila od strane muslimanskih snaga u srednjoj Bosni, javila agenicja Reuter pozivajući se na vojne izvore UN-a.[1]
- Veliko krivično vijeće sisačkog Okružnog suda bivšem moćniku petrinjskog Gavrilovića Borislavu Mikeliću izreklo kaznu zatvora u trajanju od 20 godina zbog krivičnih djela protiv čovječnosti, odnosno ratnih zločina.[1]
- Vijeće sigurnosti UN izdalo priopćenje u kojem izražava duboku zabrinutost zbog odbijanja Srba s UNPA-područja u Hrvatskoj da sudjeluju u pregovorima koji su se 26. svibnja trebali održati u Zagrebu.[1]
- Vanjsko-politički odbor američkog Predsjendičkog doma izjasnio se (24 glasa naprama 15) za ukidanje embarga UN na izvoz oružja Muslimanima u BiH.[1]

### 10. lipnja
- Učestali neprijateljski napadi duž šibensko-drniškog bojišta - Skradin ponovno na udaru četničkih topova.[1]
- Vijeće sigurnosti prihvatilo već utanačen nacrt rezolucije kojom bi se od glavnog tajnika UN zatražilo da odredi načine mogućeg razmještaja promatrača na granicama BiH.[1]
- Napadi Armije Bih na Hrvate srednje Bosne se nastavljaju, tako su Muslimani u Vitezu počinili monstruozan zločin - ubili su 8 hrvatske djece koja su igrala košarku.[1]
- SAD najavile u Ateni da su spremne poslati kopnene snage u Makedoniju na raspolaganje UN.[1]
- Zapadni vojni savez prihvatio zahtjev UN da pošalje svoje zrakoplovstvo zbog zaštite BiH - tako će sedamdesetak lovaca i bombardera poatrolirati nebom BiH.[1]

### 11. lipnja
- Muslimanska ofenziva u srednjoj Bosni nastavlja se nesmanjenom žestinom - u Vitezu ubijeno sedmero djece.[2]
- Britansko ministarstvo obrane potvrdilo u Londonu da su britanski pripadnici UNPROFOR-a iz pratnje humanitarnog konvoja na putu za Tuzlu ubili trojicu pripadnika hrvatskih oružanih postrojbi.[2]
- Predsjednik BiH Alija Izetbegović pripisao bosanskim Hrvatima odgovornost za silovite sukobe između muslimanskih i hrvatskih snaga u središnjoj Bosni.[2]
- Predsjednik vlade BiH dr. Jadranko Prlić uputio u povodu muslimanskih zločina nad Hrvatima u srednjoj Bosni pismo Ghaliju, Owenu, Stoltenbergu, Ogati i Valentiću u kojemu traži da Muslimani prekinu borbe.[2]
- Zasjedanje NATO-a u Ateni potvrdilo zapadnu popustljivost prema Srbima, jer se prave kompenzacije na račun Hrvatske.[2]

### 12. lipnja
- Svećenik Ivan Ravlić iz Lašvanske doline mobitelom uputio apel javvnosti, ui kojem upozorava kako UNPROFOR naoružava Muslimane i svojim transporterima prevozi mudžahedine.[2]
- Agenti Šešeljeve stranke organizirano vrbuju ljude u zemljama bivše istočnog bloka i dovode ih na privremeno okupirana područja Republike Hrvatske - kaže se u priopćenju za javnost Ministarstva za obranu Republike Hrvatske.[2]

### 13. lipnja
- U srpskom napadu na Sarajevo pet granata pogodilo nadbiskupiju, no nadbiskup vrhbosanski msgr. Vinko Puljić odbio napustiti Sarajevo.[2]
- Muslimanska Armija BiH ne prestaje s napadima na i ubijanjima Hrvate u srednjoj Bosni; samo na prostoru općine Kakanj počinili su niz teških ratnih zločina: u selu Drenovik ubili su 16 Hrvata, u selu Kovači/Bradarići ubili su 10, u selu Slapnica ubili su 9, a u selu Veliki Trnovci više od 5 Hrvata.[2]
- Savjetnik za vanjsku politiku HZ Herceg-Bosne Vladimir Pogarčić, uputio pismo Sadako Ogati u kojem skreće pozornost da UNPROFOR-ove krive procjene dovode do ubijanja toga da Muslimani ubijaju Hrvate, te zahtijeva da se pučanstvu omogući evakuacija.[2]

### 14. lipnja
- U posljednjih 24 sata Srbi su u Goraždu ubili 66 a ranili više od 100 civila.[2]
- Zapovjednik Armije BiH general Rasim Delić zapovijedio vojnim snagama da poštuju prekid vatre u srednjoj Bosni, te izjavio kako očekuje da to isto učini i hrvatska strana.[2]
- Iz okupiranih Biljana pobunjeni hrvatski Srbi na Zadar ispalili pet tenkovskih granata, iz Biljana tukli minobacačima i Novigrad.[2]
- Upitan na konferenciji za novinare, zašto UN ne interveniraju u bivšolj Jugoslaviji kao što su to učinili u Somaliji, Boutros Ghali je odgovorio: - Ne mogu pokretati takav mehanizam za aktivno sudjelovanje UNPROFOR-a, jer nemam mandat za njihove oružane akcije.[2]

### 15. lipnja
- U organizaciji Sabora Republike Hrvatske, Hrvatskih ratnih veterana i Saveza antifašističkih boraca Republike Hrvatske u Zagrebačkoj Staroj gradskoj vijećnici obilježena 50. godišnjica ZAVNOH-a, značajnog povijesnog datuma u obilježavanju hrvatske državnosti.[2]
- Nakon žestokog četničkog bombardiranja, u Biogradu smrtno stradalo pet, a sedam civila ranjeno.[2]
- Muslimanska vojska nesmanjenom žestinom nastavlja genocid u srednjoj Bosni, posebno silovito napada Novi Travnik, a na udaru i Kraljeva Sutjeska i Vareš.[2]
- Na konferenciji UN o ljudskim pravima, koja se održava u Beču, EZ Hrvatskoj savjetuje miroljubljivost.[2]
- Srpski narod podržavaju samo Grci i Bog, izjavio Radovan Karadžić na koncertu solidarnosti sa srpskim narodom, koji je održan u Ateni u organizaciji Grčke pravoslavne crkve.[2]

### 16. lipnja
- U Ženevi počeli mirovni razgovori, u kojima sudjeluju predsjednici Franjo Tuđman, Alija Izetbegović i Slobodan Milošević, a nazočni su lord Owen, Stoltenberg i crnogorski predsjednik Momir Bulatović.[2]
- U Hrvatskoj 271.000 izbjeglica iz BiH.[2]
- Na lokalitetu zvanom Busovačke staje, u oružanom prepadu pripadnika Armije BiH na humanitarni konvoj koji je dostavljao pomoć Hrvatima srednje Bosne brutalno su ubijena 22 humanitarca, Hrvata.[2]
- Zbog učestalih napada muslimanskih snaga na području HZ Herceg-Bosne, Ured obrane HVO-a Gornjeg Vakufa izdao proglas općoj javnoj mobilizaciji.[2]
- Prilikom sastanka s austrijskim kancelarom Franzom Vranitzkim, predsjednik Predsjedništva BiH Alija Izetbegović ponovo energično zatražio da se ukine embargo na isporuku oružja Muslimanima u BiH.[2]
- Glavni tajnik UN Boutros Ghali u austrijskom parlamentu ponovio da je sud za ratne zločine osnovan samo za područje bivše Jugoslavije.[2]
- Iz Makedonije se sve češće krši embargo koji je protiv Srbije proglasilo Vijeće sigurnosti UN - tvrde skandinavski promatrači UN.[2]

### 17. lipnja
- Nema nikakvog sporazuma Milošević-Tuđman o uređenju BiH kao trodjelne konfederacije, nikakav formalni sporazum na razgovorima u Ženevi nije postignut, nego su o tome razgovarali svi sudionici ženevske konferencije - rekao dr. Tuđman na konferenciji za novinare nakon povratka u Zagreb.[2]
- Dok se u Beču pregovara, srpske paravojne formacije, koje pod okupacijom drže dijelove bivše šibenske i drniške općine, neprekidno napadaju hrvatske branitelje i naselje duž šibensko-drniškog bojišta.[2]
- Muslimanska vojska nastavlja agresiju na hrvatske prostore srednje Bosne: u napadima na Novi Travnik ubijeno 11 a ranjeno 18 osoba; u selu Gojakovac nedaleko Kiseljaka ubijeno 9 civila, a zbog granatiranja grada Kreševa smrtno je stradalo 12 hrvatskih civila.[2]
- Armija BiH neprekidno napada Vareš, u kojemu je i 15 tisuća prognanika, te Kraljevu Sutjesku, koju još uvijek drže postrojbe HVO-a.[2]

### 18. lipnja
- Hrvatski premijer Nikica Valentić poslao pismo glavnom tajniku UN Boutrosu Ghaliju, u kojemu kaže da su u vrijeme agresije na Hrvatsku, koju je izvršila Srbija, učinjena veća materijalna razaranja nego za vrijem cijelog drugog svjetskog rata. Hrvatska predlaže formiranje ekspertne misije Ujedinjenih naroda za procjenu ratnih šteta i potrebe obnove.[2]
- Za petnaest dana muslimanske agresije na srednju Bosnu 2.000 Hrvata je ranjeno ili mrtvo, a više od 60.000 ih je protjerano sa svojih ognjišta - rekao u izjavi za tisak Dario Kordić, dopredsjednik HZ Herceg-Bosne.[2]
- Washington suglasan s etničkim razgraničenjem BiH, ako se tri strane tako dogovore i ako to donese mir.[2]
- Ruska diplomacija podupire i s optimizmom gleda na mogućnost da se problem Bosne i Hercegovine riješi njezinim uređenjem kao (kon)federalne države triju konstitutivnih naroda.[2]
- Priznanje Hrvatske i Slovenije nije bio preuranjeno - istakao njemački ministar vanjskih poslova Klaus Kinkel prilikom svog posjeta Sloveniji.[2]

### 19. lipnja
- Na okupiranom hrvatskom području, u tzv. krajini, počelo izjašnjavanje tamošnjeg pučanstva o odcjepljenju od Republike Hrvatske.[2]
- Muslimanska Armija BiH i dalje nastavlja paliti hrvatska sela u srednjoj Bosni.[2]
- Srpski neprijatelj iz zadarskog zaleđa ponovo napao Zadar i Biograd.[2]
- Lord Owen zahtijeva stvaranje novih mirovnih snaga UN, zapovijedanje iz New Yorka i proširenje Vijeća sigurnosti.[2]
- Vijeće sigurnosti UN osnovalo radnu skupinu kako bi se proučile mogućnosti UN osnovalo radnu skupinu kako bi se proučile mogućnosti da se pomogne onim zemljama koje trpe zbog embarga UN protiv Srbije.[2]

### 20. lipnja
- Šibenik srpski neprijatelj gađao raketnim sustavom oganj.[2]
- Unatoč primirju, ne prestaju napadi muslimanske vojske u srednjoj Bosni i sjevernoj Hercegovini.[2]

### 21. lipnja
- Novih 1.800 protjeranih Hrvata iz novotravničkog kraja stiglo preko Novske u Republiku Hrvatsku.[3]
- Ministar vanjskih poslova tzv. SR Jugoslavije Jovanović izjavio da prema novom mirovnom planu neće doći do podjele BiH i da njegova zemlja nema pretenzija prema BiH teritoriju.[3]
- Turska želi uskladiti svoju politiku prema BiH s Njemačkom, izjavila predsjednica turske vlade Tansu Ciller.[3]
- Nakon odluke SAD da pošalje 300 vojnika u Makedoniju, grčki političar Andreas Papandreu najavljuje sukob katoličanstva i pravoslavlja.[3]
- Predsjedniku Svjetske konferencije UN o ljudskim pravima Aloisu Mocku predan apel sudionika prosvjednog skupa u Beču, u kojem se od svijeta zahtijeva da: utvrdi pravo čovjeka na mir, te da osudi genocid i ratne zločine Srbije protiv Republika Hrvatske i BiH.[3]

### 22. lipnja
- Hrvatska udruga sindikata uputila proglas radništvu u okupiranim područjima Hrvatske, u kojemu ga poziva da se distancira i povedu borbu protiv politike koja ga je dovela do političke, kulturne, gospodarske i prometne izolacije.[3]
- Predsjedništvo Republike Bosne i Hercegovine, pod predsjedanjem Alije Izetbegovića, dalo podršku Vance-Owenovom planu - sjednica je održana u ambasadi Republike BiH u Zagrebu.[3]
- Dubrovčani dali vodu Crnogorcima, točnije Herceg-Novom.[3]
- Clinton, Kohl i Demirel ponovili zahtjeve za ukidanje embarga na oružje bosanskim Muslimanima.[3]
- Na kraju dvodnevnog sastanka na vrhu zemalja članica EZ-a u Kopenhagenu dogovoreno da će pojačano podupirati stvaranje sigurnosnih zona za Muslimane u BiH.[3]
- U povodu 22. lipnja, Dana antifašističke borbe, u Dotrščini otkriven spomenik poginulima u antifašističkoj borbi u Hrvatskoj.[3]
- Predsjednik Hrvatske seljačke stranke BiH dr. Ivo Komšić uputio otvoreno pismo Aliji Izetbegoviću u kojemu kaže: Dok panično po svijetu tražite oružje za zaštitu BiH i muslimanskog naroda, Armija BiH napada Hrvate.[3]

### 23. lipnja
- U sjevernoj Hercegovini i središnjoj Bosni ne prestaju napadi muslimanskih postrojbi na hrvatske prostore.[3]
- Predsjednik Predsjedništva BiH Alija Izetbegović uputio apel protjeranim Hrvatima od strane Muslimana da se vrate kućama.[3]
- Srbi iz okupiranog Karina s 30 granata napali Novigrad.[3]
- Srpska narodna stranka ne priznaje referendum Srba s privremeno okupiranih hrvatskih područja.[3]
- Mate Boban u pismu generalu Morillonu, zapovjedniku UNPROFOR-a za BiH, traži da UNPROFOR pomogne pri evakuaciji Hrvata iz srednje Bosne.[3]
- U središtu Viteza muslimanski snajperisti ubili Žarka Malenicu, a ranili Zorana Braena, članove pregovaračkog tima HVO-a.[3]
- Pet nesvrstanih zemalja privremenih članica Vijeća sigurnosti UN - Zelenortski Otoci, Pakistan, Venezuela, Maroko i Džibuti - načinili nacrt rezolucije kojom bi se omogućila dostava oružja bosanskim Muslimanima.[3]

### 24. lipnja
- Predsjednik BiH Alija Izetbegović ponovno izrazio protivljenje bilo kakvom planu o konfederalizaciji BiH.[3]
- Iz Novog Travnika, u kojem je 12 tisuća djece i starijih osoba, i dalje stižu dramatični apeli za pomoć međunarodnih humanitarnih organizacija.[3]
- Odbor za sankcije Vijeća sigurnosti oštro ukorio Grčku i Makedoniju zbog očitog kršenja sankcija protiv tzv. SR Jugoslavije.[3]
- Bijela kuća umanjila značenje Clintonova pisma Kohlu u smislu da američki Predsjednik nije ozbiljno mislio na ukidanje embarga na oružje bosanskim Muslimanima.[3]
- Bivši zapovjednik snaga UN u BiH, general-major Lewis MacKenzie postao je plaćenik srpske propagandne agencije u Americi SerbNet (Serbian American National Information Network).[3]

### 25. lipnja
- Obilježena druga obljetnica povijesne ustavne odluke da se Republika Hrvatska proglašava suverenom i samostalnom državom.[3]
- Više desetaka projektila ispaljeno sa srpskih uporišta na Zadar i okolicu.[3]
- Muslimanska vojska proširila ofenzivu na Hrvate u srednjoj Bosni s ciljem da etnički očisti hrvatska mjesta na području Žepča i Maglaja.[3]
- U Herceg-Bosni 169.637 prognanika.[3]
- Predstavljen ženevski prijedlog za konfederalno ustrojstvo BiH.[3]
- Austrijske vlasti započele voditi istragu protiv Fikreta Abdića i Agrokomerca zbog, kako se navodi, zloupotrebe novčane pomoći bosanskohercegovačkih Muslimana iz Njemačke.[3]

### 26. lipnja
- Hrvatska predložila da se mandat UNPROFOR-a pokusno produži mjesec dana, jer ne može prihvatiti status quo.[3]
- Postrojbe HVO-a u srednjoj Bosni, nakon žestokih borbi, obranile Žepče te zarobile 500 muslimanskih vojnika.[3]
- Glavni tajnik UN Boutros Ghali zaprijetio da će povući pripadnike plavih kaciga iz bivše Jugoslavije ako se uvjeti njihove sigurnosti dodatno pogoršaju.[3]
- Na svoju visoku diplomatsku dužnost u Hrvatsku stigao američki veleposlanik Peter W. Galbraith.[3]

### 27. lipnja
- U posljednjih nekoliko dana na širem sinjskom području neprijatelj iz svojih uporišta u Baljicama, Otišiću i Laktacu sve češće napada položaje hrvatskih branitelja a u dva navrata ispalio po šest raketa iz ognja.[3]
- Profesorica pravnog fakulteta Sveučilišta u Michiganu dr. Catharine A. Mackinon tužila Radovana Karadžića Gradskom sudu u New Yorku.[3]
- U muslimanskoj agresiji do sada prognano 40 tisuća Hrvata iz srednje Bosne.[3]

### 28. lipnja
- Nakon duljeg razdoblja mira, bez ikakvog povoda, neprijatelj, s područja istočne Hercegovine, topovima napao dubrovačko područje - Župu dubrovačku, Konavle, Cavtat i obalni dio dubrovačkog područja.[3]
- Nakon sjeverne Hercegovine i središnje Bosne muslimanska ofenziva proširila se i na prostor Usore.[3]
- Postrojbe HVO-a u Kiseljaku zadržale trojicu stranaca pod sumnjom da su plaćenici koji su se htjeli priključiti muslimanskim jedinicama.[3]
- Dužnosnici HVO-a razgovarali s generalom Morillonom zbog učestalih provokacija muslimanskih postrojbi.[3]
- Veleposlanik SAD Peter W. Galbraith predao u Zagrebu vjerodajnice predsjedniku Tuđmanu.[3]
- Motivi UNPROFOR-a u Hrvatskoj i BiH: vrlo dobra zarada, piše nizozemski list Telegraf.[3]

### 29. lipnja
- Američki mediji sve češće upozoravaju na krajnji muslimanski nacionalizam u Bosni.[3]
- SAD neće podržati nesvrstane zemlje u Vijeću sigurnosti UN, koje su zatražile ukidanje embarga na uvoz oružja za bosanske Muslimane.[3]
- Civili Bosne i Hercegovine žive u kaotičnoj situaciji koja se neprestano pogoršava, ustvrdio Međunarodni komitet Crvenog križa (CIRC).[3]
- Odbor visokih dužnosnika KESS-a počeo jučer u Pragu dvodnevne zatvorene konzultacije o mogućim akcijama tog tijela za iznalaženje mirnog rješenja rata i krize na prostorima bivše Jugoslavije.[3]

### 30. lipnja
- Granatiranjem Zadra i Biograda pobunjeni hrvatski Srbi ponovno pokušavaju prodor na more.[3]
- Sveopća muslimanska ofenziva na sve što je hrvatsko proširena i na područje mostarske kotline.[3]
- Stranka demokratske akcije objavila u Sarajevu da se razišla s Fikretom Abdićem zbog toga što je on vodio pregovore s ratnim zločincem Radovanom Karadžićem.[3]